# Robert de Quincy
Robert de Quincy, Lord of Ware († August 1257) war ein englischer Adliger.
Robert de Quincy war ein jüngerer Sohn von Saer de Quincy, 1. Earl of Winchester und von dessen Frau Margaret de Beaumont. Wie zahlreiche andere englische Adlige legte er vor 1250 ein Kreuzzugsgelübde ab, trat jedoch nie einen Kreuzzug an. Er gehörte zum engeren Gefolge seines älteren Bruders Roger de Quincy, 2. Earl of Winchester. Er bezeugte zahlreiche Urkunden seines Bruders und erhielt 1253 von diesem das Gut von Ware in Hertfordshire als Lehen. 
Robert de Quincy hatte vor dem 5. Dezember 1237 Helen ferch Llywelyn († 1253), die Witwe von John of Scotland, Earl of Huntingdon und Tochter des walisischen Fürsten Llywelyn ab Iorwerth geheiratet. Mit ihr hatte er mindestens zwei Töchter:
- Joan de Quincy († 1283) ⚭ Humphrey V. de Bohun
- Hawise de Quincy (um 1250–vor 1285) ⚭ Baldwin Wake

Er starb an den Folgen der Verletzungen, die er im Juni 1256 bei einem Turnier in Blyth in Nottinghamshire erlitten hatte.